# Zoofenologia

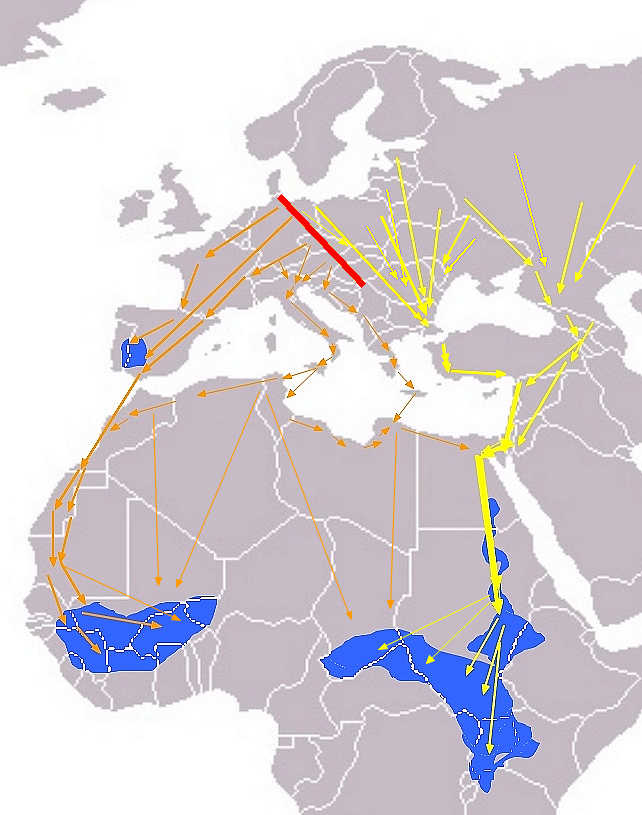
Szlaki migracyjne Bociana czarnego Ciconia nigra.

Zoofenologia – nauka badająca wpływ klimatu na występowanie oraz długość trwania okresowych zmian w świecie zwierzęcym.
Przykładem mogą być odloty, przeloty, przyloty ptaków oraz migracje innych zwierząt, także wystąpienie rui, okresu godowego, składaniem jaj, wykluwaniem się, narodzinami wybranych gatunków zwierząt w określonym czasie, zapadaniem ssaków w sen zimowy, terminem lotów godowych owadów, wystąpieniem kilku pokoleń owadów itd.
Na potrzeby rolnictwa, sadownictwa itd. prowadzone są hodowle szkodników w warunkach naturalnych pod izolatorami, a dla niektórych szkodników (mszyce, stonka ziemniaczana, pachówka strąkóweczka, itd.) obserwacje przeprowadza się w ogródkach fenologicznych prowadzonych przez PIORIN

## Zaobserwowano
- początek wypasu bydła następuje w terminie pomiędzy zakwitaniem wiśni i gruszy[3].
- wiosenny wylot zimujących chrząszczy stonki ziemniaczanej zbiega się często z kwitnieniem mniszka lekarskiego i lilaka pospolitego[2].
- wylęg larw mszycy burakowej z kwitnieniem tarniny[2],
- wylot muchy śmietki ćwiklanki z kwitnieniem czereśni[2],
- wylot muchówek nasionnicy trześniówki z zakwitaniem akacji[2],
- wylęg larw skorupika jabłoniowego z kwitnieniem głogu czerwonego[2] itd.